# 신인상주의

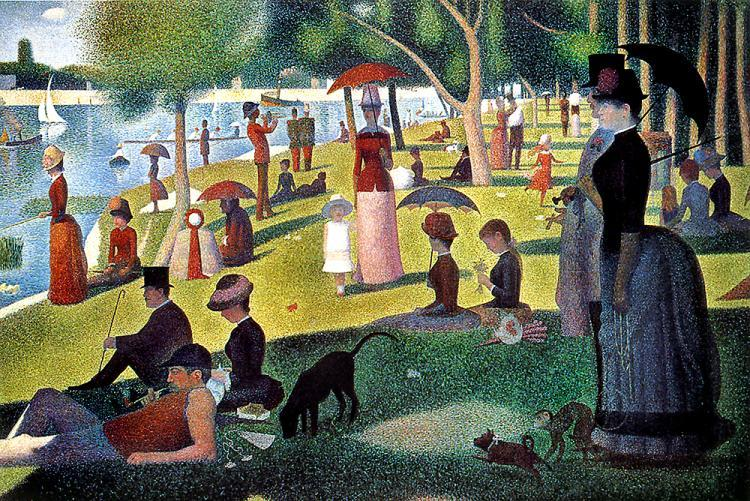
조르주 쇠라가 그린 그랑드자트섬의 일요일 오후

신인상주의(新印象主義, Neo-impressionism)는 19세기 말의 프랑스 회화 운동 또는 양식의 하나로 인상주의를 계승하면서, 이에 이론과 과학성의 뒷받침을 부여하려는 예술 사조이다. 신인상파라고도 한다.
슈블르, 샤를 앙리(Charles Henry, 1859∼1926) 등의 광학이론이나 색채론의 영향을 받았으며, 분할된 균일한 필촉(筆觸)에 의하여 시각혼합을 철저히 하는 것을 기술상의 최대 특색으로 한다. 1886년 최후의 인상파전(展) 때에 처음으로 명료한 모습을 나타낸 것으로 쇠라와 시냐크가 그 대표적인 존재이다. 앙그랑(Charles Angrand), 뤼스(Maximilien Luce), 크로스(Henri-Edmond Cross), 뒤부아 피에(Albert Dubois-Pillet) 등도 이 파의 화가이고 또 카미유 피사로, 폴 고갱, 빈센트 반 고흐 등은 일시적으로 이 파를 겪어 나갔다. 과학성과 이론성의 추구라는 특색 때문에 20세기의 입체주의나 미래주의에 영향을 끼쳤다.
신인상파는 인상파의 색채에 대한 이론을 한층 과학적으로 명백히 한 것인데, 쇠라를 중심으로 극도로 이론적인 제작을 하고 있다. 그것은 인상파가 눈에만 의지하는 색채표현을 과학적으로 발전시킨 것인데, 1886년 제8회 인상파 전시회에 쇠라의 작품이 발표됨으로써 또다시 놀라게 했다. 그것은 당시 과학자에 의하여 색채과학의 연구가 급속도로 발전한 데에도 영향을 받았지만, 쇠라와 병행하여 시냐크도 같은 연구에 몰두했다.
이 새로운 방법은 색채 과학의 원칙을 크게 앞으로 내세워 순수한 색을 주장, 색과 색을 혼합하는 일을 피했다. 또한 해조(諧調)·조화를 중요시하여 광도의 배합을 강조하고 있는데, 그 실제적 화법으로서는 보통 터치로 그리는 것이 아니고 총체적으로 색을 작은 점으로 하고, 색의 강약의 이동에서 거기에 일반적으로는 혼합하여 내던 색을 거꾸로 자잘한 점으로 본래 색을 놓고, 거리를 두고 보면 사람의 눈은 그것을 자연히 혼색처럼 받아들인다는 방법 등을 실시했다. 그 세미한 점으로 그리는 방법을 '점묘(點描)'라고 부르고 있는데 문제점은, 이론적으로는 명확하지만 기계적인 구성이 되는 것으로 일층 깊은 내용이나 복잡한 아름다움을 대할 적에 그 방법의 단조성(單調性)은 방해되기 쉽다는 데 있다.

## 같이 보기
- 탈인상주의
- 점묘법